# Elisabeth von Wetzikon
Pour les articles homonymes, voir  Wetzikon.
Elisabeth von Wetzikon, née vers 1235 et morte le 16 mars 1298, est l'abbesse du Fraumünster, princesse de l'Empire et souveraine de la ville de Zurich.

## Biographie
Elisabeth von Wetzikon est la fille du baron Ulrich et d'une baronne de Kempten. Elle est aussi appelée La Noble Dame de Zürich. Elle est la dernière représentante connue de sa famille.
Elle est élue abbesse du Fraumünster de Zurich en 1270 à la suite d'une élection discutée ce qui lui permet d'atteindre le rang de princesse d'Empire et de souveraine de la ville. Pendant toute la durée du gouvernement d'Elisabeth von Wetzikon, l'abbaye prospère. Elle gère des terres qui vont jusqu'au canton actuel d'Uri. Elle administre le droit de marché, de monnaie et de péage, fixe les unités de poids et de mesures et préside également le « secrétariat général ».
Grâce à sa position, elle aide à la construction de plusieurs éléments de l'abbaye, notamment le transept, particulièrement impressionnant. En 1272, elle dirige l'édification d'un nouveau tombeau pour Hildegarde et Berthe, les précédentes abbesses du Fraumünster. Sa trace architecturale s'étend dans toute la ville, puisque c'est elle qui introduit le style gothique, en commençant par sa propre abbaye.
Son réseau et son autorité sont si grands et puissants qu'elle contribue, indirectement, à la fondation de la Confédération Suisse en 1291.
Elisabeth von Wetzikon est une femme puissante dans le Zürich du Moyen Âge, grâce à ses fonctions mais aussi grâce aux mentalités de cette période qui permettent aux femmes d'être bien intégrées dans la vie professionnelle. La Réforme changera les rôles et assignera aux femmes, celui de maîtresses de maison.